# Joan Breton Connelly
Joan Breton Connelly est une archéologue américaine spécialisée en archéologie classique. Elle enseigne à l'Université de New York depuis 2007. Elle a reçu le Prix MacArthur en 1996 . Elle s'intéresse à la sculpture et la peinture de vase, les mythes et la religion grecs, l'archéologie de Chypre et l'Orient hellénistique. Elle est connue pour sa réinterprétation de la frise du Parthénon.

## Publications
- (en)The Parthenon Enigma: A New Understanding of the West’s Most Iconic Building and the People Who Made It, Ed. Alfred A. Knopf, 2014  (ISBN 9780307476593)
- (en) Portrait of a Priestess : Women and Ritual in Ancient Greece, Princeton University Press, 2007
- (en) Votive Sculpture of Hellenistic Cyprus, New York University Press and the Department of Antiquities of Cyprus, with the assistance of the J. Paul Getty Trust, New York and Nicosia, 1988.